# Vemakylindrus charcoti
Vemakylindrus charcoti är en kräftdjursart som först beskrevs av Daniel Reyss 1974.  Vemakylindrus charcoti ingår i släktet Vemakylindrus och familjen Diastylidae. Inga underarter finns listade i Catalogue of Life.